# Valle del Lozoya

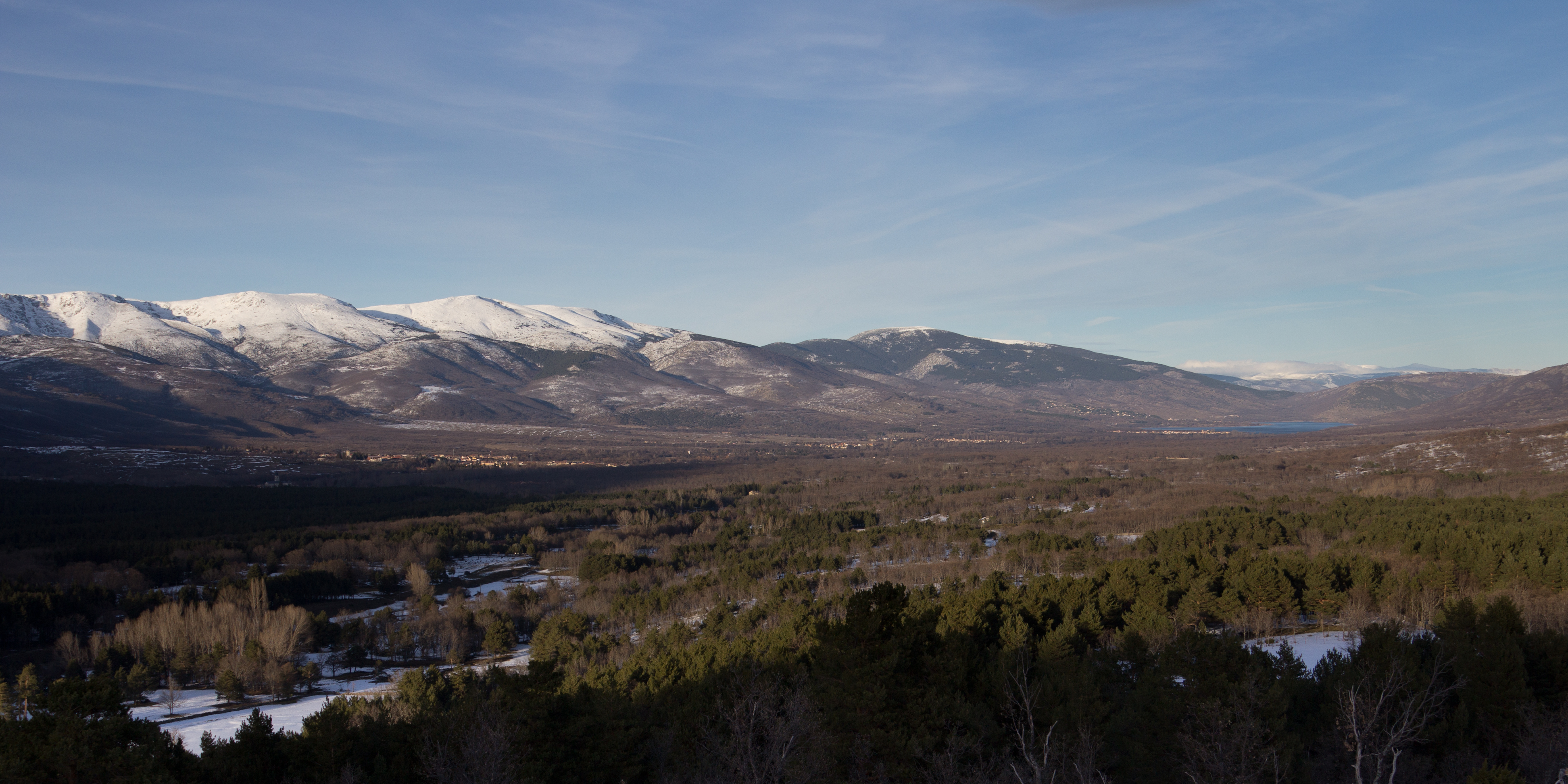
Valle del Lozoya

El valle del Lozoya es un valle de montaña situado en torno al río Lozoya, en la sierra de Guadarrama (sierra perteneciente al Sistema Central), en el noroeste de la Comunidad de Madrid (España).

## Geografía
Está ubicado en la provincia de Madrid. El valle del Lozoya se encuentra limitado por una serie de cadenas montañosas, pertenecientes todas ellas al Sistema Central, que marcan sus límites de forma natural: los Montes Carpetanos, la sierra de Somosierra (dos partes de la sierra de Guadarrama) y las estribaciones más meridionales de la sierra de Ayllón, perfilan el valle en su vertiente norte; la sierra del Lobosillo al este; las sierras de la Cuerda Larga, de la Morcuera, de La Cabrera y sus estribaciones más orientales hasta el embalse de El Atazar marcan su límite al sur. La montaña más alta del valle es Peñalara (2428 m s. n. m.), que también lo es de la sierra de Guadarrama.

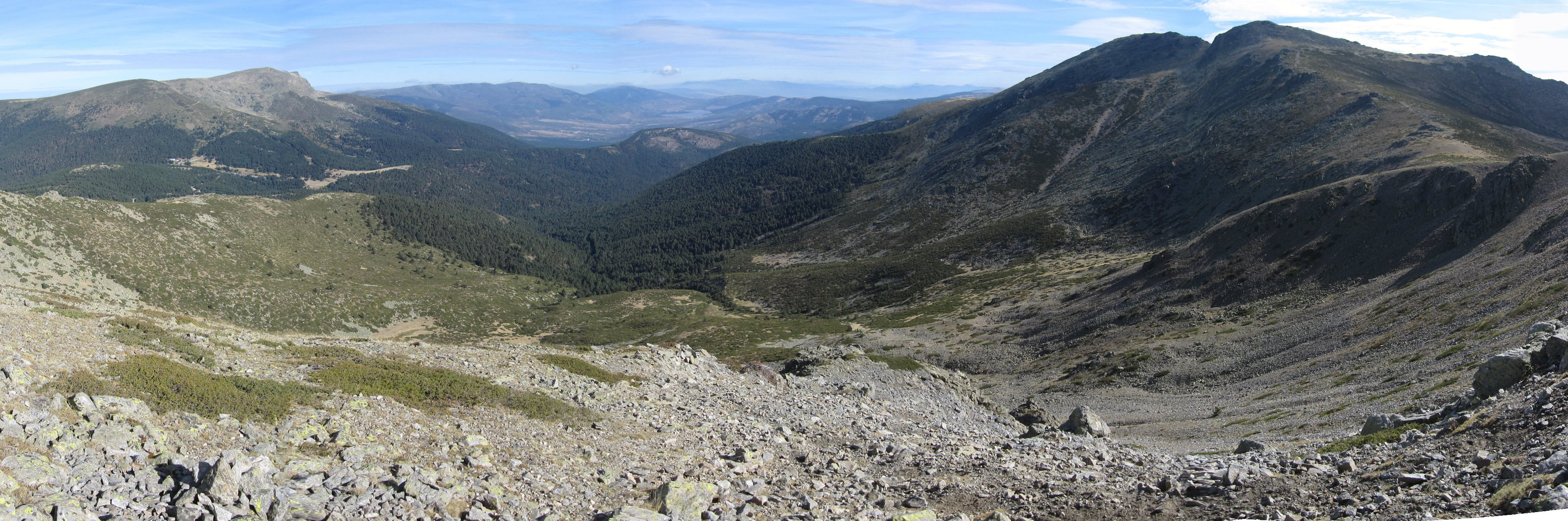
Valle del Lozoya visto desde las inmediaciones de la cumbre del Cerro de Valdemartín.

El curso alto del Lozoya se caracteriza por gran variedad de paisajes y recursos naturales que alberga, y es donde se encuentran las cumbres más elevadas de la Comunidad de Madrid, como es el caso de Peñalara (2429 m s. n. m.). Su relieve accidentado, así como la existencia de diferentes puertos de montaña de difícil acceso, han facilitado la inaccesibilidad de estos lugares, lo que ha contribuido favorablemente a su conservación. Todo ello constituye un importante enclave de interés geobotánico de la Comunidad de Madrid donde se localizan el parque natural de la Cumbre, Circo y Lagunas de Peñalara, el embalse de Pinilla y las lagunas del entorno de Peñalara, todas ellas figuras especialmente protegidas por su alto valor naturalístico, paisajístico y ecológico. 

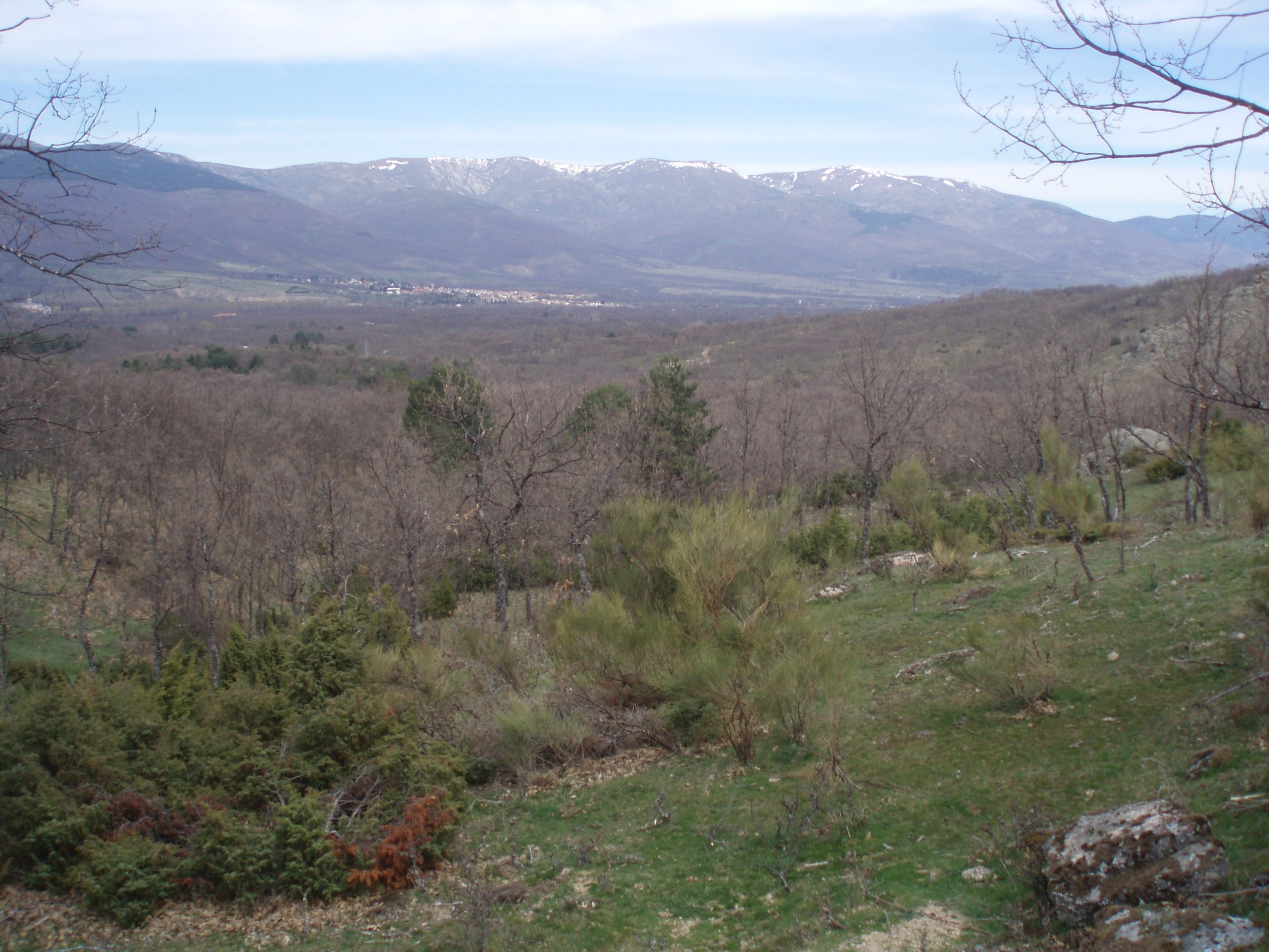
Valle del Lozoya con Rascafría y la montaña de El Nevero al fondo.

También en el curso medio del Lozoya aparecen importantes recursos naturales y medioambientales Y en el curso bajo del Lozoya se encuentran los embalses de Puentes Viejas, de El Villar y de El Atazar, que retienen sus aguas para abastecer principalmente a la ciudad de Madrid , y abundan infraestructuras hidráulicas como canales y presas, que son el fiel reflejo de la importancia del agua como recurso económico y natural. Los recursos naturales y medioambientales con los que cuenta este curso bajo son también de importante valor paisajístico y cinegético, lo que hace que parte del mismo se encuentre dentro de la reserva de caza de Sonsaz.
Como todos los ríos al sur del Sistema Central, pertenece a la cuenca hidrográfica del Tajo. El río Lozoya desemboca en el Jarama en la linde de Comunidad de Madrid con la provincia de Guadalajara.

Valle del Lozoya desde el mirador de los Robledos

## Municipios
En el valle del Lozoya se asientan treinta municipios:
| n.º | Municipio              | Superficie (km²) | Población (2021) | n.º | Municipio                                    | Superficie (km²) | Población (2021) | n.º | Municipio             | Superficie (km²) | Población (2021) |
| --- | ---------------------- | ---------------- | ---------------- | --- | -------------------------------------------- | ---------------- | ---------------- | --- | --------------------- | ---------------- | ---------------- |
| 1   | La Acebeda             | 22,06            | 55               | 11  | Gargantilla del Lozoya y Pinilla de Buitrago | 24,12            | 348              | 21  | Piñuécar-Gandullas    | 18,19            | 184              |
| 2   | Alameda del Valle      | 25,01            | 248              | 12  | Gascones                                     | 20,04            | 191              | 22  | Prádena del Rincón    | 22,48            | 134              |
| 3   | El Atazar              | 29,55            | 109              | 13  | Horcajo de la Sierra                         | 20,57            | 169              | 23  | Puebla de la Sierra   | 57,7             | 75               |
| 4   | El Berrueco            | 28,8             | 810              | 14  | Horcajuelo de la Sierra                      | 24,39            | 106              | 24  | Puentes Viejas        | 58,33            | 716              |
| 5   | Berzosa del Lozoya     | 14,32            | 213              | 15  | Lozoya                                       | 57,94            | 599              | 25  | Rascafría             | 150,28           | 1762             |
| 6   | Braojos de la Sierra   | 24,93            | 218              | 16  | Lozoyuela-Navas-Sieteiglesias                | 51,28            | 1412             | 26  | Robledillo de la Jara | 20,35            | 97               |
| 7   | Buitrago del Lozoya    | 26,5             | 1943             | 17  | Madarcos                                     | 8,46             | 57               | 27  | Robregordo            | 18,03            | 70               |
| 8   | Canencia               | 52,7             | 457              | 18  | Montejo de la Sierra                         | 31,95            | 356              | 28  | La Serna del Monte    | 5,44             | 95               |
| 9   | Cervera de Buitrago    | 12,02            | 158              | 19  | Navarredonda y San Mamés                     | 27,44            | 141              | 29  | Somosierra            | 20,42            | 87               |
| 10  | Garganta de los Montes | 39,66            | 411              | 20  | Pinilla del Valle                            | 25,84            | 196              | 30  | Villavieja del Lozoya | 23,29            | 280              |

### Comunicaciones

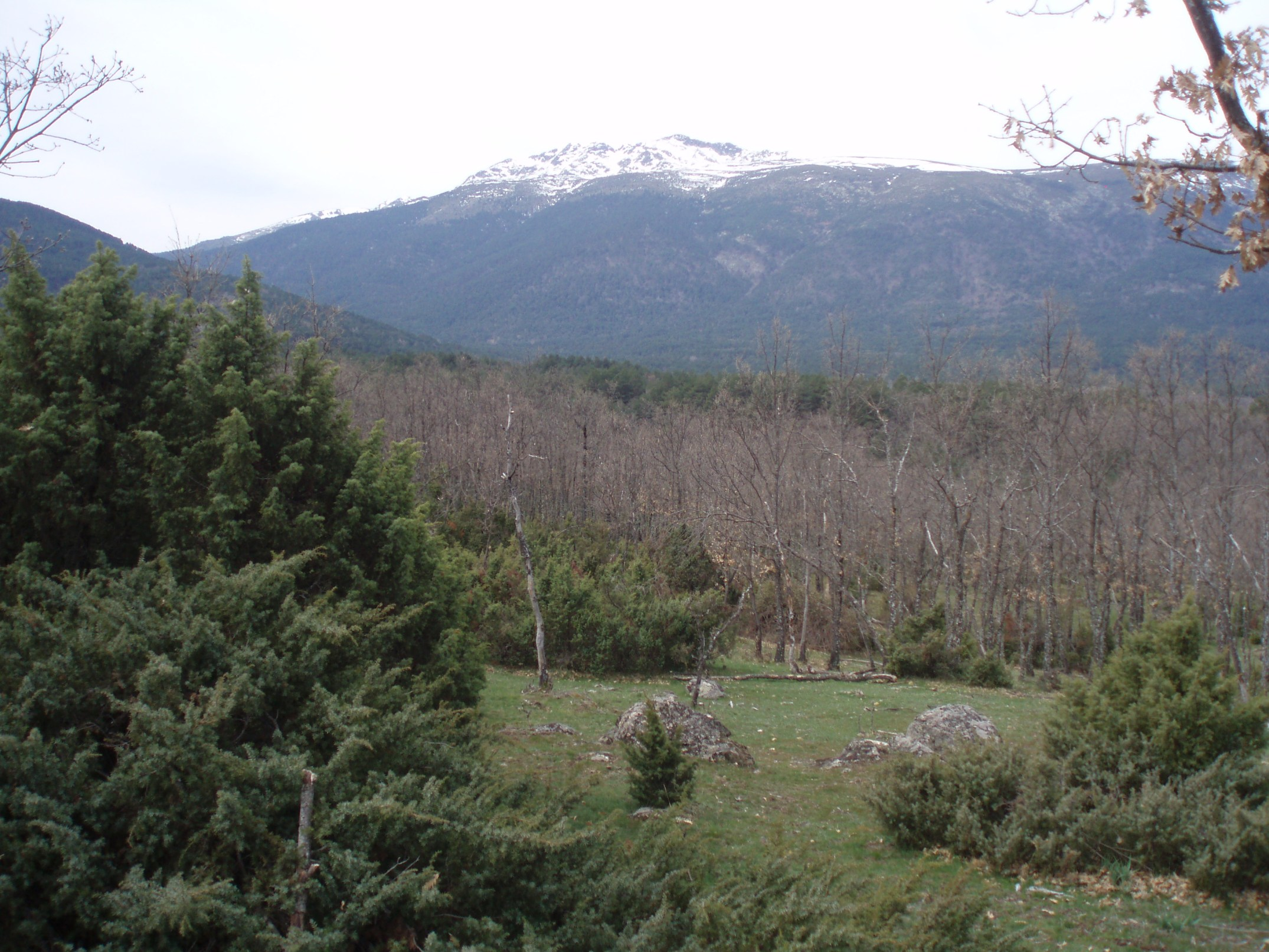
Macizo de Peñalara visto desde el valle del Lozoya.

Existen tres vías principales de acceso al Valle:
- Desde el valle del Jarama por el Collado de la Tejera (1.106 m s. n. m.) a los pies de la Sierra de La Cabrera, por la Autovía A-1, que atraviesa el Valle de sur a norte, en dirección Burgos.
- Desde Tierra de Sepúlveda por el puerto de Somosierra (1.404 m s. n. m.) también por la Autovía A-1, en dirección a Madrid, atraviesa los túneles de Somosierra (589 m de longitud).
- Desde Tierra de Segovia, por el puerto de Cotos (1.830 m s. n. m.), a los pies de Peñalara, por la carretera C-604 (en la provincia de Segovia) y M-604 (en la provincia de Madrid).

Otras vías de acceso son:
- Desde Tierra de Cantalejo pasando por el puerto de Navafría (1.773 metros), la carretera SG-612 y M-637 que une Lozoya y Navafría.
- Desde el alto Jarama pasando por el puerto de La Hiruela (1.478 m s. n. m.), la carretera M-137 que une Montejo de la Sierra con La Hiruela.
- Desde el alto Jarama, pasando sobre el río, la carretera M-139 y GU-187 que une Montejo de la Sierra con El Cardoso de la Sierra.

## Economía
La economía se ha basado tradicionalmente en la ganadería y la explotación forestal. Sin embargo, actualmente es el turismo el motor de la economía del valle, aunque por la falta de apoyo a los empresarios del sector por parte de las diferentes administraciones, no es capaz de explotar el lugar geográfico privilegiado en el que se encuentra a tan poca distancia de la capital.[cita requerida]

## Historia
Comunidad de Buitrago

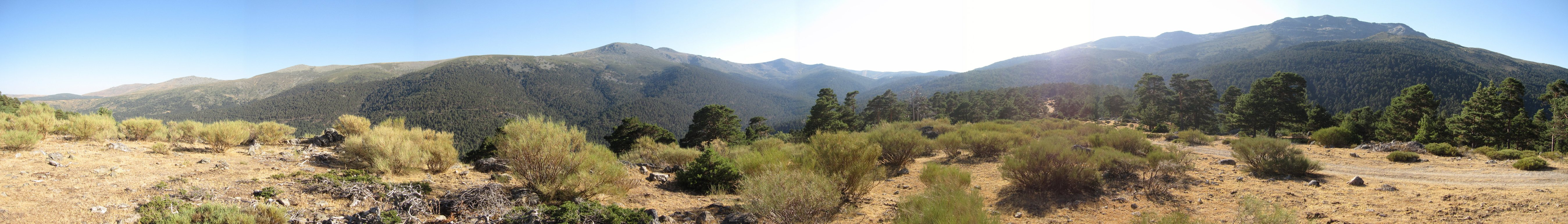
Zona alta del valle del Lozoya vista desde la cima de Cerrito Sarnoso.

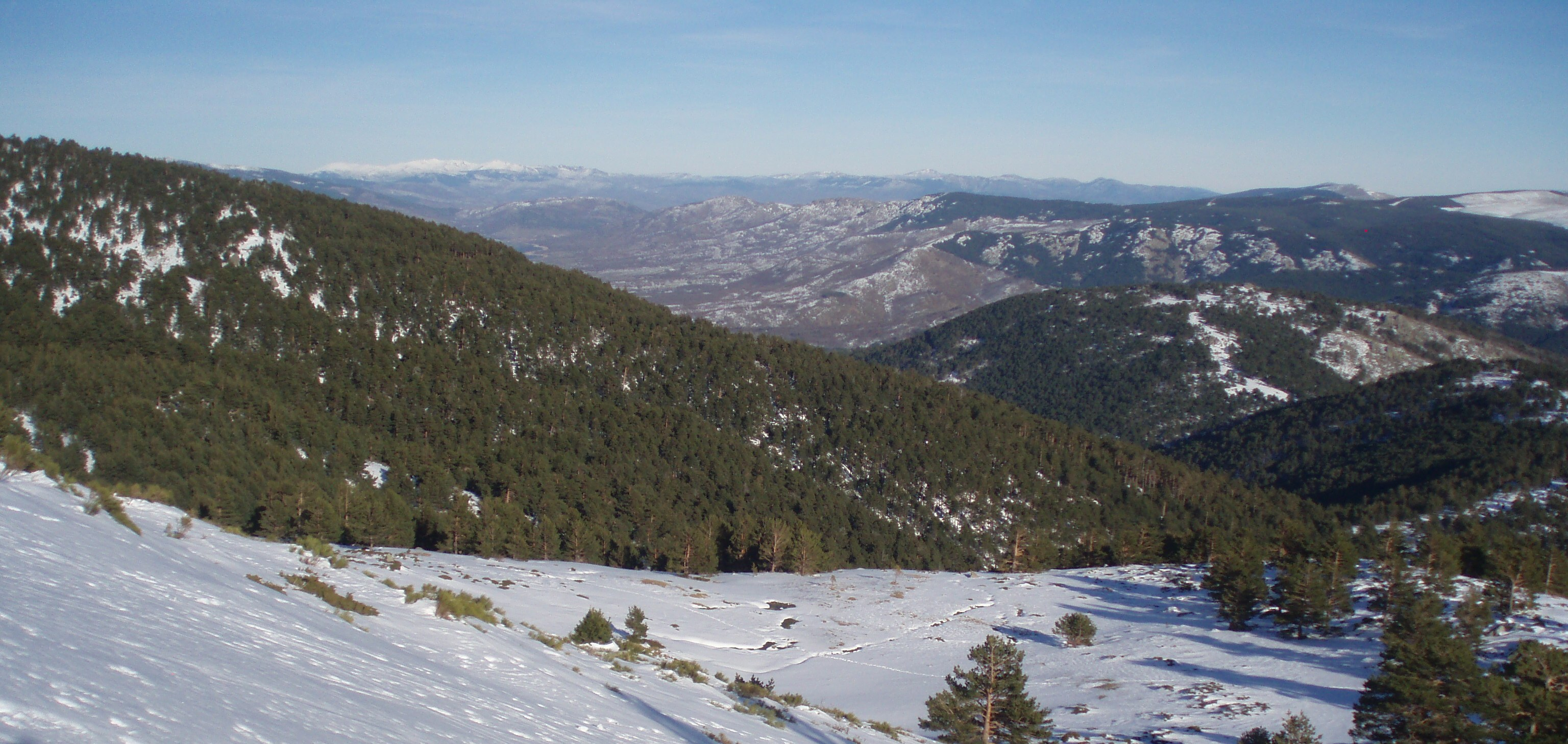
Vista invernal del valle desde el parque natural de Peñalara.

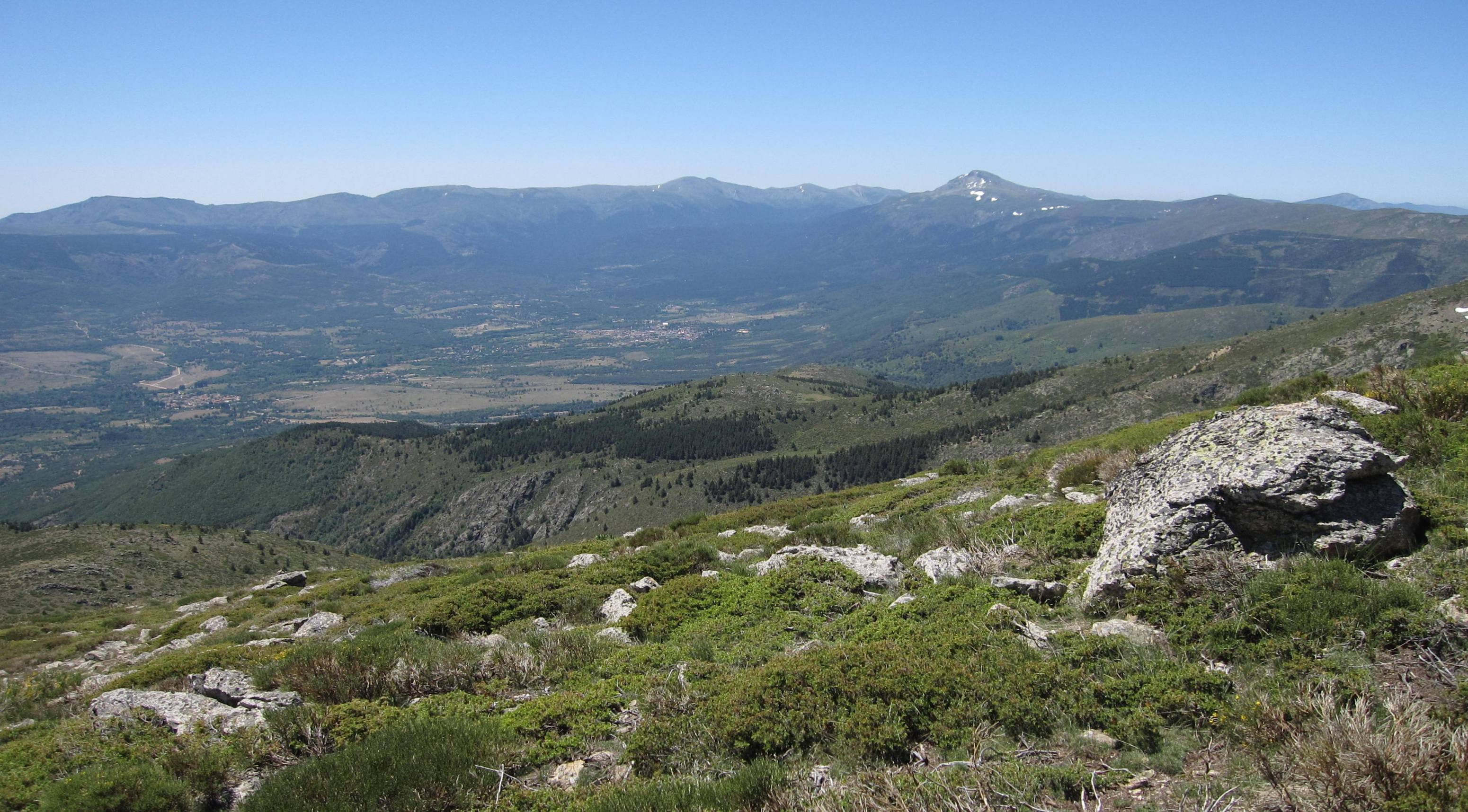
Vista panorámica del valle del Lozoya desde la cima del pico El Nevero.

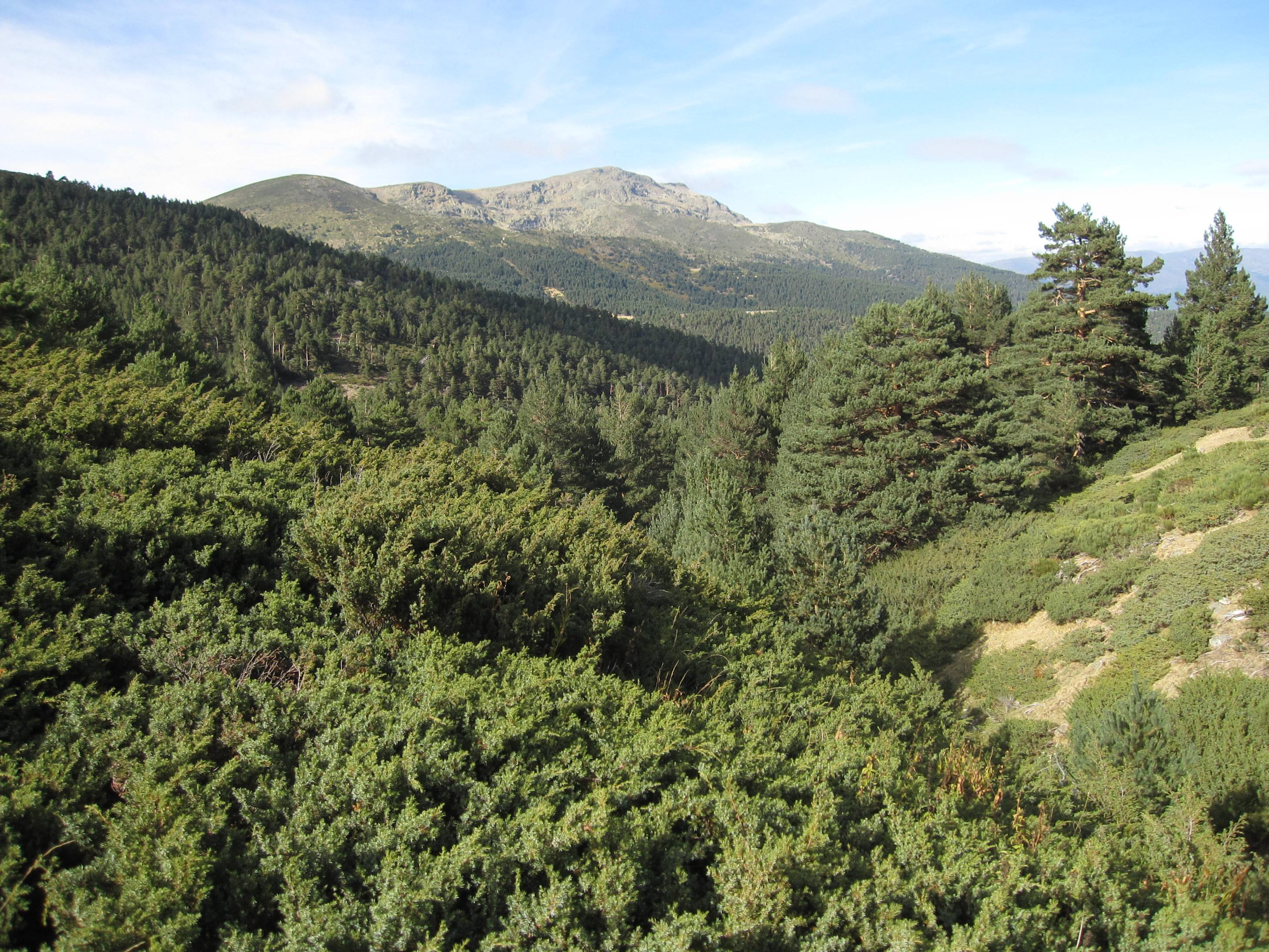
Macizo de Peñalara visto desde el valle de las Cerradillas, situado en la cabecera del valle del Lozoya.

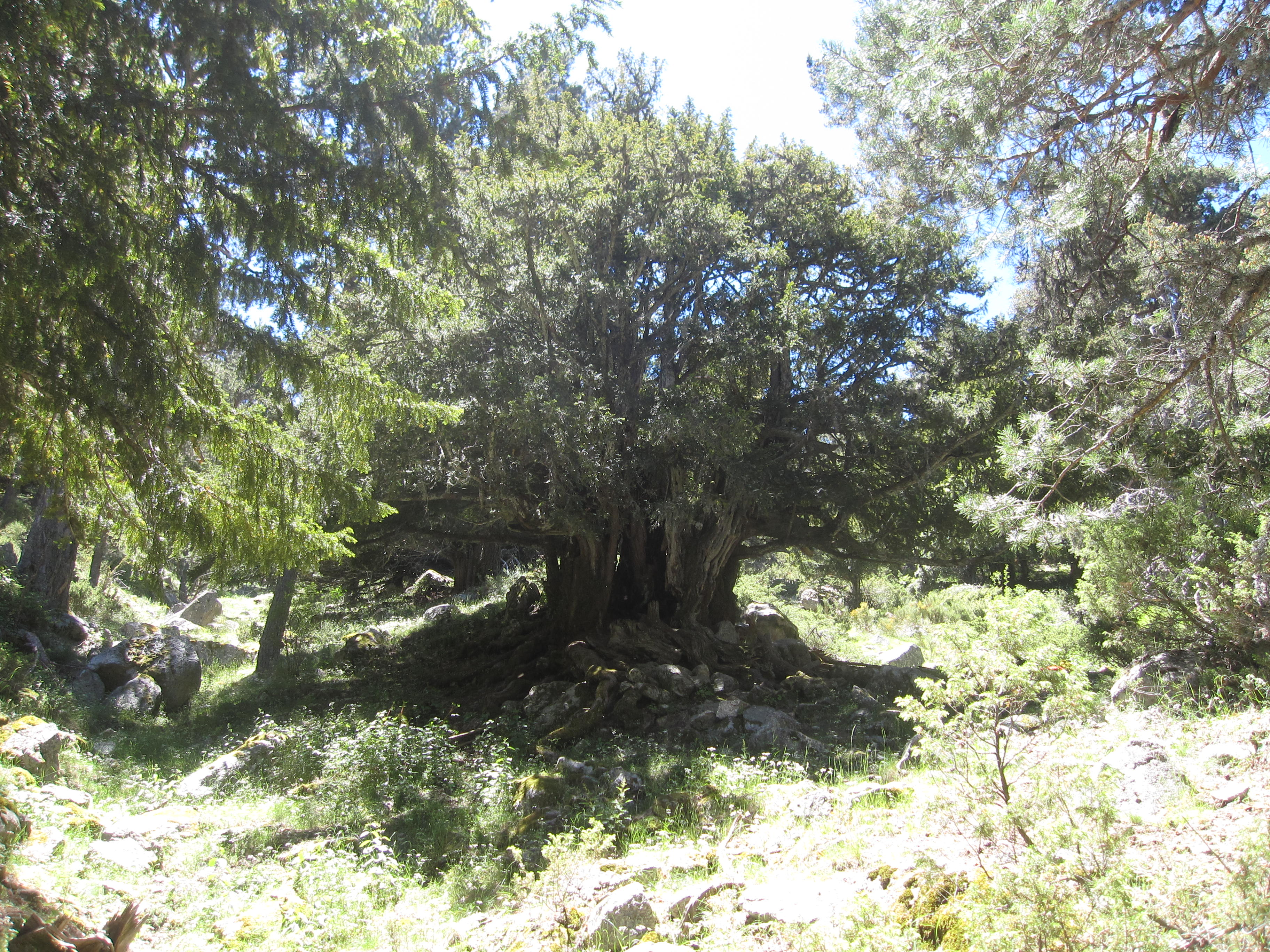
Tejo de Barondillo, de 2000 años. Es el ser vivo más viejo de la Comunidad de Madrid y de la Sierra de Guadarrama. Se encuentra en la zona alta del valle.

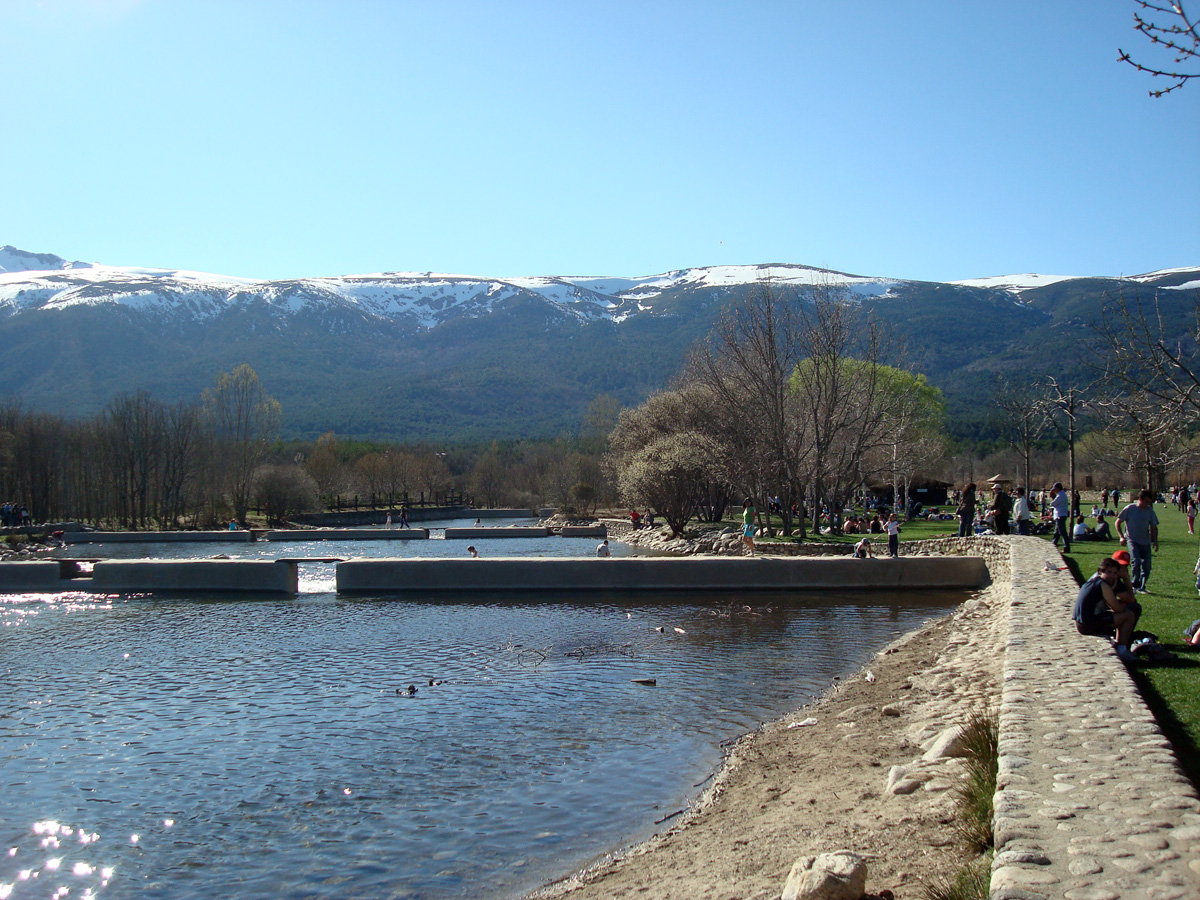
Piscinas naturales de Las Presillas, situadas en el río Lozoya muy cerca del Monasterio del Paular. Es un lugar muy concurrido en verano.

Buitrago fue, en sus orígenes, ciudad celtíbera y romana (después musulmana). Alfonso VI de León y Castilla concedió Buitrago y todo lo que estaba bajo su poder, una vez conquistado, a Sepúlveda. Y así aparecen en la confirmación de los Fueros antiguos de Sepúlveda, de 17 de noviembre de 1076:
Ego rex Adefonsus et do hominibus septempublice hunc terminum de Lozoiha usque huc quantum Buitrago habuit in sua potestate, totum do eis, roboro atque confirmo...
(Yo el rey Alfonso concedo y doy a los hombres de Sepúlveda los términos del río Lozoya en todo aquello que Buitrago tuvo bajo su potestad, todo lo doy a ellos, corroboro y confirmo...)
Buitrago fue, pues, a raíz de su reconquista, parte de la Tierra o alfoz de Sepúlveda, formando en breve espacio de tiempo su propia comunidad, en época aún del mismo rey, que le concedió fuero y las armas y leyenda de su escudo "ad alenda pecora" (para el sustento del ganado).
La Comunidad de Villa y Tierra de Buitrago se extendió por todo el valle de su entorno, incluyendo su alfoz las aldeas siguientes: Aoslos, El Atazar, Berzosa del Lozoya, Braojos de la Sierra, La Cabrera, Cincovillas, El Cuadrón, Gandullas, Garganta de los Montes, Gargantilla del Lozoya, Gascones, La Hiruela, Horcajo de la Sierra, Horcajuelo de la Sierra, Lozoyuela, Madarcos, Mangirón, Montejo de la Sierra, Las Navas de Buitrago, Piñuécar, Prádena del Rincón, Puebla de la Sierra, Robledillo de la Jara, San Mamés, La Serna del Monte, Serrada de la Fuente, Sieteiglesias, Villavieja del Lozoya y los despoblados de Bellidas, Canenzuela, Pajarilla, La Nava, Relaños, Rendales, Riosequillo, Santillana, Ventosilla, El Villar y otros.
El recinto amurallado de Buitrago del Lozoya tuvo desde antiguo barrios «extramuros», denominados arrabales de San Juan y del Andarrío, nombre que hace referencia a su situación al otro lado del río Lozoya.
Como toda villa y comunidad, tenía su escudo y su rollo o picota. En el primero figura un toro bajo una encina, con la leyenda "ad alenda pecora". Sabemos que estuvo esculpido con piedra en la fuente antigua y se conserva en el sello viejo del Concejo, aunque sin leyenda.
Actualmente se halla reproducido este originario y verdadero escudo de Buitrago, en hierro forjado, en las cuatro caras de la fuente, sita en la plaza de la Constitución (sobre este escudo original del Concejo de Buitrago se impuso, a partir del siglo XV, el escudo del Marqués de Santillana y casa del Infantado a quien fue entregada la Comunidad en señorío).
Del rollo o picota, símbolo de la jurisdicción, no ha quedado rastro alguno. Sólo encontramos noticia del mismo en "El Patriense", un escritor local que, hacia 1802, nombra una serie de calles importantes y dos plazas, llamadas de Los Toros y la Picota, informándonos también de que en esta última estaba la fuente pública.
Dentro de la villa amurallada estaban las iglesias de Santa María del Castillo y de San Miguel, el hospital de San Salvador, la casa del Concejo con la audiencia y la cárcel.
En el arrabal o barrio de San Juan estaban las iglesias del mismo nombre y la plaza de la Picota y fuente. En el arrabal del Andarrío se encontraba la iglesia de San Antolín.
La Comunidad de Villa y Tierra estaba dividida en cuartos: 
- Cuarto de Braojos, al que pertenecían las aldeas de San Mamés, Gargantilla, Villavieja, Pinilla y Navarredonda.
- Cuarto de Garganta, al que pertenecían las de Mangirón, Las Navas, Lozoyuela, La Cabrera y Sieteiglesias.
- Cuarto de Montejo: Prádena y Horcajuelo.
- Cuarto de Horcajo: Piñuécar, La Nava, Madarcos, La Acebeda y Bellidas.
- Cuarto de la Jara: Robledillo, Cervera, Berzosa, Paredes y Serrada.
- Cuarto de los Aledaños: Gascones, Palomar, La Cabezuela, Gandullas y Cincovillas.
- Cuarto de las Villas Eximidas: La Hiruela, La Puebla y El Atazar.

Cada cuarto está representado por un procurador o dos. El procurador del cuarto es elegido y enviado al Concejo de la Comunidad para que «en nombre de este cuarto saque la cara a lo favorable y a lo perjudicial y dañoso contradiga, que para todo le damos nuestro derecho». Los procuradores se reunían en la villa, en una casa llamada "casa de la Tierra", sita en el arrabal, donde tenían alojamiento gratuito durante los días de su representación.
El catastro de Ensenada nos declara la extensión y límites de la Tierra de Buitrago de esta manera:
«ocupa de lebante a poniente cinco leguas y del norte al sur quatro leguas y media, y de circunferencia más de beinte y cinco leguas por la desigualdad que tiene. Confronta al norte por Tierra de Sepúlveda al oriente con Tierra de Uceda... al sur con la misma Tierra de Uceda y el Berrueco y al poniente con Tierra de Segovia...»
El Concejo de Buitrago y su Comunidad se celebraba en la iglesia de Santa María del Castillo y, según común tradición castellana, en el interior de la iglesia se guardaban los documentos y privilegios del Concejo, en una concavidad «que está junto al retablo de la Iglesia de Nuestra Señora del Castillo desta Villa». Así nos lo hace saber un documento de 1555, que hace relación de los documentos en él guardados.
Todos los pueblos de la Tierra formaban comunidad de pastos, siendo comunes la mayoría de los montes y tierras, a excepción de lo particular de cada una de las aldeas, que era muy poco, y de los prados, huertas y tierra de labor de propiedad privada de los vecinos, que solían estar defendidos con pared y seto.
La Comunidad de Buitrago, por su situación geográfica, era una comunidad casi exclusivamente ganadera. Por favorecer la ganadería se unieron las comunidades de Buitrago, Uceda y la villa de Torrelaguna, que hicieron a tal objeto, ordenanzas y capitulaciones «para la conservación de los dichos términos, ansí en el pasto como en el corte y conservación de montes». Esta firma de convenios entre comunidades vecinas era frecuente en toda Castilla.
En el año 1304 se concedió a Buitrago el derecho de feria de ganados. La Villa y su Comunidad son todavía de señorío real. Y así, advierte el rey Fernando IV de Castilla : «que todos aquellos que binieren a esta feria de nuestro sennorío o de fuera de nuestro sennorío a comprar o a vender Christianos, Moros e Judíos, que vengan salvos e seguros por Mar e por tierra, por todo nuestro sennorío». La vieja feria de ganado de Buitrago ha mantenido su importancia hasta la actualidad.
Figura la villa en la guerra civil de Pedro I y su hermano Enrique II, quien la ocupó el año 1368. Tras la muerte de Pedro I y la entrada en el poder de la casa de Trastámara, multitud de comunidades (prácticamente todas habían estado con don Pedro) son entregadas a la nobleza, que había estado de la otra parte. La Tierra de Buitrago fue entregada en señorío a don Pedro González de Mendoza. Según el documento se le donaba las villas de Hita y de Buitrago «con todos sus términos, et todos sus vasallos christianos e judíos e moros, e homes, e mujeres de qualquier edat».
De ello recibió confirmación de parte del rey Juan I, en 1377, en Cortes celebradas en la ciudad de Burgos, para sí y para su hijo Diego Hurtado de Mendoza. Y se convertirá en feudo hereditario con el Marqués de Santillana, Íñigo López de Mendoza, que reunió en su persona abundantes título y posesiones: conde del Real de Manzanares, señor de Hita y de Buitrago y de Guadalajara, etc.
Los tributos, pechos, derechos y alcábalas se hicieron cada vez mayores, en perjuicio de la Comunidad. Sabemos que el año 1601 sus rentas ascendieron a 1.761.077 maravedíes, más 75 pesas de lino, 813 gallinas y 500 fanegas de grano; en 1640 llegaron a los 2.200.000 mrs. y en 1670 sobrepasaron los dos millones y medio de maravedíes, más las gallinas, el lino y el mismo número de fanegas de grano.
Por otra parte el duque del Infantado y señor de Buitrago, como un vecino más, podía soltar sus rebaños a los montes comunales, con grave perjuicio para la Comunidad, pues si Buitrago y su Tierra contaba con «28.200 cabezas de todas las edades», el señor duque poseía «34.859 cabezas de todas las edades, todo lanar fino trashumante», en época del catastro de Ensenada.
Las Comunidades sufrieron así un constante deterioro de su poder político y económico ante las depredaciones, más o menos "legalizadas", de los poderosos magnates.
El valle aparece descrito en el décimo volumen del Diccionario geográfico-estadístico-histórico de España y sus posesiones de Ultramar de Pascual Madoz de la siguiente manera:

LOZOYA: valle en la prov. de Madrid, part. jud. de Torrelaguna: sit. en las faldas S. de las sierras de Morcuera, Rebenton, Navafria, que dividen las 2 Castillas, se estiende 4 leg. de N. á S., y 1 de E. á O.; comprende tierras labrantías, prados y monte de chaparro, roble, fresno y álamo, y se compone de los pueblos de Lozoya, Garganta, Canencia, Gargantilla, El Cuadron, Pinilla del Valle, Navaredonda, La Alameda, Oteruelos, Rascafria, Miraflores, Burlarmejo y Valdemanco, atravesándole de S. a N. el r. del mismo nombre.
(Madoz, 1847, pp. 400-401)

Hoy llaman la atención del visitante las murallas perfectamente adaptadas a las violentas características del terreno, manteniendo una gran solidez. En su ángulo occidental, un robusto y fuerte torreón da paso a la villa amurallada. El castillo ocupa la esquina sudeste de la muralla, siendo algo más moderno que ésta. Es de planta rectangular, construido de mampostería, con torres en los ángulos.
La única iglesia que ha llegado hasta la actualidad, entre las diversas a las que hacen referencia los viejos documentos, está dedicada a Santa María del Castillo. Tiene portada gótico-decadente bajo un tejadillo sostenido por columnas. La torre muestra unos ajimeces y ventanas semicirculares dentro del marco cuadrado y orladas de molduras de típica tracería mudéjar.

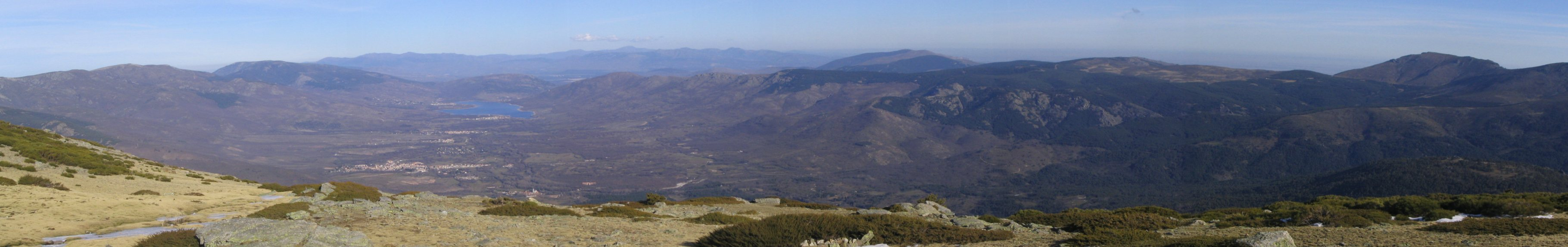
El valle del Lozoya visto desde la laguna de los Pájaros.

## Patrimonio

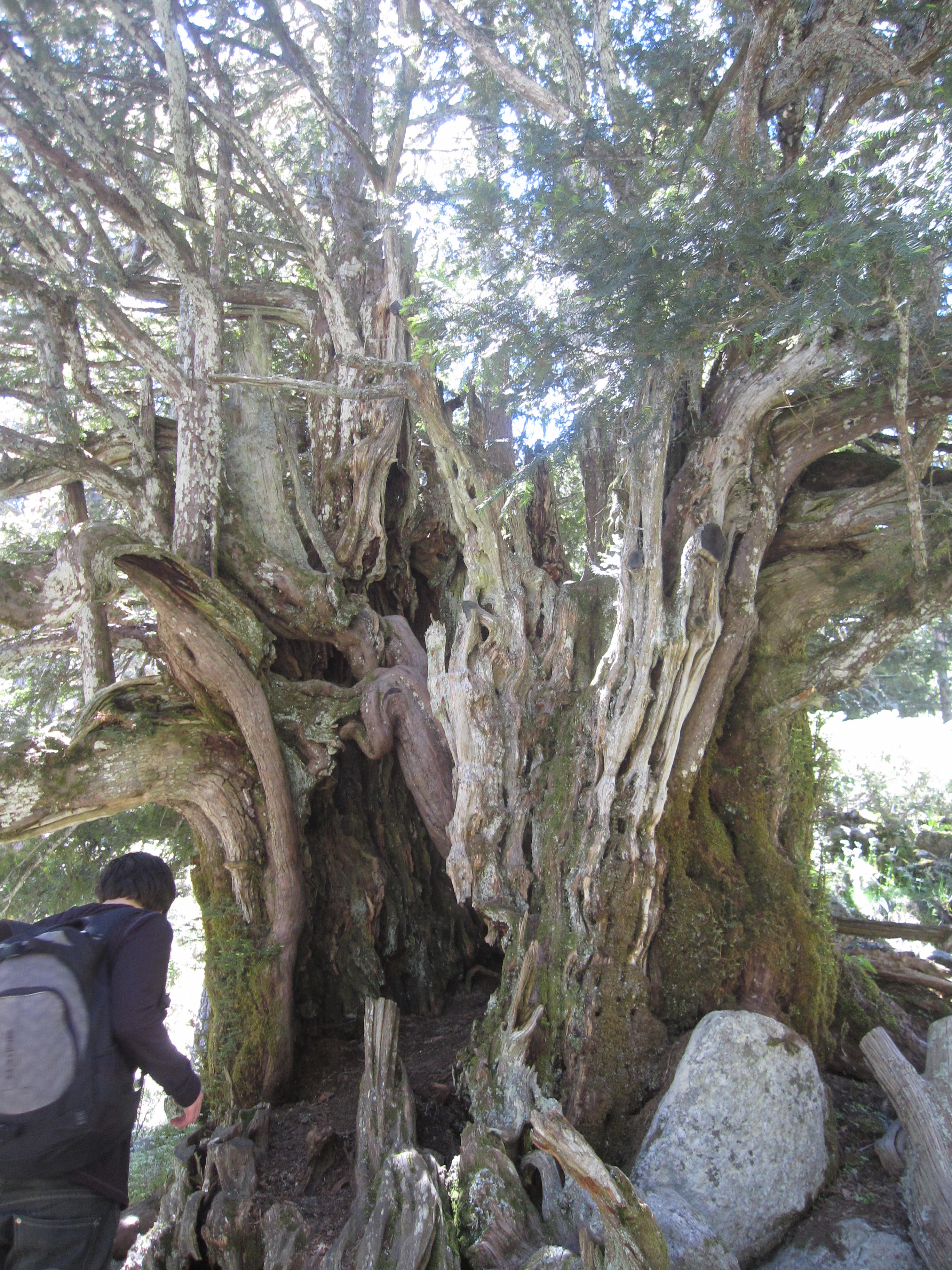
Un ejemplo de la flora local es el tejo de Barondillo.

En el valle del Lozoya se asientan poblaciones con importantes muestras de patrimonio histórico-artístico de alto valor cultural, entre las que destacan el monasterio de Santa María de El Paular, ejemplos de arquitectura religiosa y civil, así como arquitectura tradicional serrana, ya que todos los municipios conservan hoy en día muestras de construcciones tradicionales como potros de herrar, antiguos conjuntos agropecuarios, fraguas, pajares, etc.